# Scapolare di San Giuseppe
Lo Scapolare di San Giuseppe è un tipo di scapolare che appartiene alle pratiche devozionali della Chiesa Cattolica Romana. Essa ricorda le virtù di san Giuseppe: l'umiltà, la modestia e la purezza. Il suo uso fu approvato nel 1880 dalla Congregazione dei Riti per la Diocesi di Verona.

## Storia
Il 15 aprile 1898 papa Leone XIII concesse al Generale dei Cappuccini la facoltà di benedire e di rivestire i fedeli con questo scapolare. La sua diffusione prese le prime mosse nella Diocesi di Saint-Claude, in Francia. Lo scapolare può anche essere personalizzato con l'iscrizione dei nomi di coloro che lo indossano.

## Descrizione
Esistono molteplici fonti storiche dello scapolare, che hanno generato differenti colorazioni: gli scapolari possono in particolare risultare da una combinazione dei colori bianco, oro e viola.
La parte anteriore dello scapolare raffigura San Giuseppe che porta l'infante Gesù, e un giglio nell'altra mano. La parte posteriore presenta lo stemma papale, la colomba dello Spirito Santo e una croce.
L'8 giugno 1893 un rescritto della Congregazione delle Indulgenze ha riaffermato i benefici riservati a coloro che indossano lo Scapolare di san Giuseppe.